# 久世孝宏
久世 孝宏（くぜ たかひろ、1974年〈昭和49年〉4月30日 - ）は、日本の政治家。愛知県半田市長（2期）。元半田市議会議員（4期）。

## 来歴
愛知県名古屋市千種区出身。1997年（平成9年）3月、名古屋大学工学部分子工学科卒業。同大学大学院に進む。大学院の時には1年休学。半年間はアルバイトをし、その後半年間はアメリカに滞在した。2000年（平成12年）3月、名古屋大学大学院工学研究科分子科学工学専攻修了。同年4月、東海理化に就職。
2007年（平成19年）、東海理化を退職。同年4月に行われた半田市議会議員選挙に立候補し初当選。2017年（平成29年）に議長就任。2019年（平成31年）、4期目の当選。市議時代は自由民主党に所属した。

### 2021年半田市長選挙
2020年（令和2年）12月11日、任期満了に伴う半田市長選挙に立候補する意向を表明。
2021年（令和3年）の半田市長選挙は、元自民党県議の堀崎純一、元市議の山本博信、久世の3人による選挙戦となった。自民党・公明党は堀崎に推薦を出し、連合愛知は久世に推薦を出した。自民党系市議の間では支持が二分された。維新系市議は堀崎を支援し、旧民進党系市議は久世を支援するなど、事実上保守分裂選挙となった。現職市長の榊原純夫は久世を支持した。世界平和統一家庭連合（旧統一教会）の関連団体「世界平和連合」と「世界平和青年学生連合」は久世を支援した。
堀崎は1万円の購入で2万円分使えるプレミアム商品券の発行を訴え、山本は市内事業所への現金給付を公約に掲げた。これらに対し久世は告示日の5月31日、出陣式で、市民全員へ2万円分の商品券「地域振興券」の支給を公約として発表した。堀崎は、「全市民5万円支給」を掲げた元衆議院議員の中根康浩が当選した2020年秋の岡崎市長選挙を引き合いに「明らかにばらまき。公費での買収だ」と批判するも、久世は「購入型では本当に困っている人が費用を捻出できない」と、逆に堀崎案を批判した。
市長選は6月6日に投開票が行われ、久世が初当選を果たした。6月24日、市長就任。
※当日有権者数：95,379人 最終投票率：45.20%（前回比：1.54pts）
| 候補者名 | 年齢 | 所属党派 | 新旧別 | 得票数   | 得票率 | 推薦・支持             |
| -------- | ---- | -------- | ------ | -------- | ------ | ---------------------- |
| 久世孝宏 | 47   | 無所属   | 新     | 23,256票 | 54.76% | （推薦）連合愛知       |
| 堀崎純一 | 66   | 無所属   | 新     | 13,572票 | 31.96% | （推薦）自民党・公明党 |
| 山本博信 | 72   | 無所属   | 新     | 5,638票  | 13.28% |                        |

### 2025年半田市長選挙
2025年（令和7年）の半田市長選挙は、久世と元市議の山本博信、NPO法人理事長の石川裕子の3人による選挙戦となった。
市長選は6月1日に投開票が行われ、久世が再選を果たした。
※当日有権者数：93,338人 最終投票率：38.01%（前回比：7.19pts）
| 候補者名 | 年齢 | 所属党派 | 新旧別 | 得票数   | 得票率 | 推薦・支持 |
| -------- | ---- | -------- | ------ | -------- | ------ | ---------- |
| 久世孝宏 | 51   | 無所属   | 現     | 26,817票 | 76.49% |            |
| 石川裕子 | 62   | 無所属   | 新     | 4,894票  | 13.96% |            |
| 山本博信 | 76   | 無所属   | 新     | 3,350票  | 9.55%  |            |

## 人物・市政

### 統一教会との関係
- 2021年6月の市長選の際、世界平和統一家庭連合（旧統一教会）の関連団体「世界平和連合」と「世界平和青年学生連合」から支援の申し出があり、選挙期間中、街頭演説やポスティングなどで手伝いを受けた[6]。
- 2022年3月27日、統一教会の関連団体「愛知県平和大使協議会」が名古屋市南区で「アジアと日本の平和と安全を守る新春安保愛知県大会」を開催[8]。同会合に出席し挨拶した[6]。また、同会合で平和大使に任命された、教団と関わりの深い名古屋のアイドルグループ「プリンセス物語」と語らい、写真におさまった[9]。

### その他
- 2022年（令和4年）3月12日に発熱。翌13日に市内の医療機関で検査を受けたところ、新型コロナウイルス陽性が判明した[10]。
- 2022年（令和4年）8月2日、コロナ禍や物価高騰の影響を受けた市民や事業者の負担軽減を目指す施策を発表。同年11月から2023年2月まで、交通事業者の独自路線とコミュニティバスを含めた市内全8路線の運賃を無料にするキャンペーンを実施する方針を示した。また、市独自の通販サイト「いいかも半田セレクト」での商品価格の2割引きと送料の無料、水道料金の基本料金無償化（同年11月〜2023年2月分）なども実施する[11]。
- 2023年（令和5年）4月1日、性的少数者（LGBTなど）のカップルを婚姻相当とし、加えて未成年の子をファミリーとして宣誓することを可能とする「半田市パートナーシップ・ファミリーシップ宣誓制度」を導入した[12]。